# Edward Turnour
Pour les articles homonymes, voir Edward Turnour (homonymie).
Sir Edward Turnour (parfois ort. Turnor), né vers 1617 et mort à Bedford le 4 mars 1676, est un homme politique et juge anglais.

## Biographie
Son père Arthur Turnour est avocat, et député de la ville de Derby en 1614. Éduqué dans la grammar school de la ville d'Abingdon-on-Thames, Edward Turnour est diplômé du Queen's College de l'université d'Oxford en 1632 puis étudie le droit au Middle Temple et est appelé au barreau en 1640. En 1648 il devient recorder (juge) pour la ville de Hertford. À partir de 1652 il est également juge de paix pour le comté de l'Essex. En 1654 il est élu député de ce comté à la Chambre des communes du Parlement d'Angleterre. C'est alors la période du Protectorat, la république autoritaire dirigée par Oliver Cromwell. N'ayant pas manifesté d'engagement partisan en faveur du régime, Turnour se voit interdit de siéger lorsqu'il est réélu pour le parlement de 1656. Il est toutefois autorisé à prendre son siège au parlement de 1659, Richard Cromwell ayant succédé à son père comme Lord protecteur de l'Angleterre.
Il est le président de la commission électorale pour les élections législatives de 1660, auxquelles il est par ailleurs candidat victorieux dans la circonscription de l'Essex. Ce sont des élections libres, ouvertes à la fois aux candidats républicains et royalistes, et Turnour est amené à arbitrer un nombre important de litiges électoraux. Le « Parlement de convention » qui en résulte est à majorité royaliste. Il y est un député actif, présidant plusieurs commissions d'examen de propositions de lois, et est choisi pour porter à la Chambre des lords l'ébauche de proclamation de restauration de la monarchie approuvée par la Chambre des communes. En juin, après le retour du roi Charles II, il est fait Conseiller du roi (King's Counsel) et principal conseiller juridique du prince Jacques, duc d'York et frère du monarque. Il est ensuite fait chevalier en juillet.
Élu député de Hertford pour le parlement convoqué en 1661, il est alors élu président de la Chambre des communes, et la préside durant dix ans. C'est sous sa présidence qu'est adopté le code de Clarendon, une série de lois pénalisant de diverses manières les personnes non-anglicanes. D'abord apprécié de ses pairs, il perd de son crédit en 1666 lorsqu'il apparaît qu'il a accepté un don de cinquante pièces d'or de la part de la Compagnie anglaise des Indes orientales. En 1670 toutefois il est nommé solliciteur général. En mai 1671 il démissionne de la présidence de la Chambre pour accepter le poste de président de la cour de l'Échiquier, fonction qu'il conservera jusqu'à sa mort cinq ans plus tard.